# Blyth Spartans AFC
Blyth Spartans AFC (celým názvem: Blyth Spartans Association Football Club) je anglický fotbalový klub, který sídlí ve městě Blyth v nemetropolitním hrabství Northumberland. Založen byl v roce 1899 budoucím slavným londýnským lékařem Fredem Stokerem. Název poté obdržel podle starověkého spartského vojska v naději, že hráči předvedou na hřišti své nejlepší dostupné výkony podobně jako spartští vojáci na bitevním poli. Od sezóny 2017/18 hraje v National League North (6. nejvyšší soutěž).
Své domácí zápasy odehrává na stadionu Croft Park s kapacitou 4 435 diváků.

## Získané trofeje
- Northumberland Senior Cup ( 22× )
  - 1913/14, 1914/15, 1931/32, 1933/34, 1934/35, 1935/36, 1936/37, 1951/52, 1954/55, 1958/59, 1962/63, 1971/72, 1973/74, 1974/75, 1977/78, 1980/81, 1981/82, 1984/85, 1991/92, 1993/94, 2014/15, 2016/17

## Úspěchy v domácích pohárech
Zdroj: 
- FA Cup
  - 5. kolo: 1977/78
- FA Amateur Cup
  - Semifinále: 1971/72
- FA Trophy
  - Čtvrtfinále: 1979/80, 1982/83, 2010/11

## Umístění v jednotlivých sezonách
Stručný přehled
Zdroj: 
- 1913–1926: North Eastern League
- 1926–1935: North Eastern League (Division One)
- 1935–1958: North Eastern League
- 1958–1960: Midland Football League
- 1960–1962: Northern Counties League
- 1962–1964: North Eastern League
- 1964–1982: Northern Football League
- 1982–1994: Northern Football League (Division One)
- 1994–1995: Northern Premier League (Division One)
- 1995–2006: Northern Premier League (Premier Division)
- 2006–2012: Conference North
- 2012–2017: Northern Premier League (Premier Division)
- 2017–2024 : National League North
- 2024-: Northern Premier League (Premier Division)

Jednotlivé ročníky
Zdroj: 
Legenda: Z - zápasy, V - výhry, R - remízy, P - porážky, VG - vstřelené góly, OG - obdržené góly, +/- - rozdíl skóre, B - body, červené podbarvení - sestup, zelené podbarvení - postup, fialové podbarvení - reorganizace, změna skupiny či soutěže
| Sezóny  | Liga                                       | Úroveň | Z  | V  | R  | P  | VG  | OG | +/- | B   | Pozice |
| ------- | ------------------------------------------ | ------ | -- | -- | -- | -- | --- | -- | --- | --- | ------ |
| 2009/10 | Conference North                           | 6      | 40 | 13 | 9  | 18 | 67  | 72 | -5  | 48  | 13.    |
| 2010/11 | Conference North                           | 6      | 40 | 16 | 10 | 14 | 61  | 54 | +7  | 58  | 9.     |
| 2011/12 | Conference North                           | 6      | 42 | 7  | 13 | 22 | 50  | 80 | -30 | 34  | 21.    |
| 2012/13 | Northern Premier League (Premier Division) | 7      | 42 | 15 | 6  | 21 | 70  | 87 | -17 | 51  | 16.    |
| 2013/14 | Northern Premier League (Premier Division) | 7      | 46 | 20 | 12 | 14 | 79  | 78 | +1  | 72  | 8.     |
| 2014/15 | Northern Premier League (Premier Division) | 7      | 46 | 21 | 16 | 9  | 84  | 54 | +30 | 79  | 6.     |
| 2015/16 | Northern Premier League (Premier Division) | 7      | 46 | 32 | 3  | 11 | 89  | 41 | +48 | 99  | 2.     |
| 2016/17 | Northern Premier League (Premier Division) | 7      | 46 | 31 | 8  | 7  | 114 | 44 | +70 | 101 | 1.     |
| 2017/18 | National League North                      | 6      | 42 | 19 | 2  | 21 | 76  | 69 | +7  | 59  | 10.    |
| 2018/19 | National League North                      | 6      | 42 | 20 | 9  | 13 | 74  | 62 | +12 | 69  | 6.     |
| 2019/20 | National League North                      | 6      | 33 | 6  | 5  | 22 | 32  | 78 | -46 | 23  | 21.    |
| 2020/21 | National League North                      | 6      | 14 | 1  | 3  | 10 | 10  | 36 | -26 | 6   | 22.    |
| 2021/22 | National League North                      | 6      | 42 | 12 | 7  | 23 | 41  | 76 | -35 | 43  | 19.    |
| 2022/23 | National League North                      | 6      | 46 | 12 | 14 | 20 | 49  | 32 | -13 | 50  | 19.    |
| 2023/24 | National League North                      | 6      | 46 | 13 | 11 | 22 | 68  | 82 | -16 | 50  | 21.    |